# 大橋謙策
大橋謙策（おおはし けんさく、1943年10月26日 -　）は、日本の社会福祉学者、日本社会事業大学名誉教授。専攻は地域福祉、コミュニティ・ソーシャルワーク。
東京都生まれ。1967年日本社会事業大学社会福祉学部社会事業学科卒業。1973年東京大学大学院教育学研究科博士課程満期退学。1974年日本社会事業大学専任講師、1977年同助教授、1984年同教授。2002年同大学学長、2010年退任。同大学特任教授、名誉教授。
第18期・第19期日本学術会議会員として、科学研究費の細目から社会福祉学を社会学から独立させた。また、1999年 - 2004まで日本社会福祉学会会長を務め、日本社会福祉学会研究倫理規程を作成し、2007年には日本社会福祉教育学校連盟会長として、APASWE（アジア太平洋ソーシャルワーク教育学校連盟）へ貢献するなど、日本の社会福祉学の発展に貢献した。テクノエイド協会理事長。

## 著書
- 『地域福祉の展開と福祉教育』全国社会福祉協議会 1986
- 『地域福祉論』放送大学教育振興会 1995
- 『地域福祉』放送大学教育振興会 1999
- 『21世紀・社会福祉の展望 沖縄国際大学公開講座』沖縄国際大学公開講座委員会 沖国大ブックレット 2001
- 『地域福祉と社会福祉施設』全国社会福祉協議会中央福祉学院 福祉施設長専門講座 2001

### 共編著
- 『保母・社会福祉主事になるには』田辺敦子共編著 ぺりかん社 なるにはBooks 1976
- 『社会教育と地域福祉』編著 全国社会福祉協議会 全社協選書 1978
- 『高齢化社会と教育』室俊司共編 中央法規出版 高齢化社会シリーズ 1985
- 『シリーズ福祉教育 学校における福祉教育実践 2　中学校・高校』木谷宜弘共編 光生館 1986
- 『シリーズ福祉教育 社会教育の福祉教育実践』小川利夫共編著 光生館 1987
- 『シリーズ福祉教育 学校外の福祉教育実践』木谷宜弘共編著 光生館 1988
- 『シリーズ福祉教育 学校における福祉教育実践 1 保育所・幼稚園・小学校』一番ケ瀬康子共編 光生館 1988
- 『社会福祉士・介護福祉士になるには』編著 ぺりかん社 なるにはbooks 1989
- 『シリーズ福祉教育 福祉教育資料集』一番ケ瀬康子共編 光生館 1993
- 『地域福祉計画策定の視点と実践 狛江市・あいとぴあへの挑戦』編著 第一法規出版 1996
- 『高校生が学ぶ社会福祉シリーズ 社会福祉基礎』監修・編著 中央法規出版 1997
- 『社会福祉構造改革と地域福祉の実践』日本地域福祉研究所監修 宮城孝共編 東洋堂企画出版社 1998
- 『高校生が学ぶ社会福祉シリーズ 社会福祉制度』監修 宇山勝儀,佐々木恒夫編著 中央法規出版 1998
- 『介護保険と地域福祉実践』日本地域福祉研究所監修 野川とも江,田中英樹共編 東洋堂企画出版社 1999
- 『福祉のこころが輝く日 学校教育の変革と二十一世紀を担う子どもの発達』林溪子共著 東洋堂企画出版社 1999
- 『介護福祉士になるには』渡辺裕美共編著 ぺりかん社 なるにはbooks 2000
- 『コミュニティソーシャルワークと自己実現サービス』手島陸久、千葉和夫、辻浩共編 万葉舎 2000
- 『地域福祉計画と地域福祉実践』日本地域福祉研究所監修 原田正樹共編 万葉舎 2001
- 『21世紀型トータルケアシステムの創造 遠野ハートフルプランの展開』日本地域福祉研究所監修 宮城孝、野川とも江共編 万葉舎 2002
- 『福祉科指導法入門』辻浩、田村真広、原田正樹共編 中央法規出版 2002
- 『地域福祉の源流と創造』三浦文夫,右田紀久恵共編著 中央法規出版 2003
- 『福祉21ビーナスプランの挑戦 パートナーシップのまちづくりと茅野市地域福祉計画』土橋善蔵、鎌田實共編集代表 中央法規出版 2003
- 『Minerva社会福祉士養成テキストブック』岩田正美、白澤政和共監修 ミネルヴァ書房 2009‐12

## 参考
- [ISBN 978-4-595-31353-0]
- 『現代日本人名録』2002年